# Тупунгато
Тупунгато (на испански: Tupungato) е действащ вулкан и връх в Южна Америка, разположен на границата между Аржентина и Чили. Последно изригване – 1987 г.